# No More Dream
„No More Dream” – koreański singel południowokoreańskiej grupy BTS, wydany 12 czerwca 2013 roku. Był głównym singlem debiutanckiego wydawnictwa 2 Cool 4 Skool. Sprzedał się w nakładzie 23 237 egzemplarzy w Korei Południowej.
Utwór „NO MORE DREAM” został nagrany ponownie w języku japońskim i wydany jako pierwszy japoński singel zespołu 4 czerwca 2014 roku. Singel został wydany w trzech wersjach: regularnej i dwóch limitowanych (CD+DVD). Osiągnął 8 pozycję w rankingu Oricon i pozostał na liście przez 6 tygodni, sprzedał się w nakładzie 34 748 egzemplarzy.
Utwór "Shingeki no bōdan" (jap. 進撃の防弾) jest japońską wersją utworu „Jingyeogui Bangtan” (kor. 진격의 방탄) z minialbumu O!RUL8,2?.

## Lista utworów
Singel japoński
| CD  |                                                       |      |
| Nr  | Tytuł                                                 | Czas |
| 1.  | "NO MORE DREAM" (Japanese Ver.)                       |      |
| 2.  | "Shingeki no bōdan" (jap. 進撃の防弾) (Japanese Ver.) |      |
| 3.  | "Ii ne!" (jap. いいね!) (tylko wer. CD)               |      |
| DVD |                                                       |      |
| Nr  | Tytuł                                                 | Czas |
| 1.  | "Jacket Making Video"                                 |      |

## Notowania
| Lista                                | Najwyższa pozycja |
| ------------------------------------ | ----------------- |
| Gaon Weekly Digital Chart            | 124               |
| Billboard’s World Digital Song Sales | 2                 |